# Porrorhynchus marginatus
Porrorhynchus marginatus is een keversoort uit de familie van schrijvertjes (Gyrinidae). De wetenschappelijke naam van de soort is voor het eerst geldig gepubliceerd in 1835 door Laporte de Castelnau.